# Kiss This (The Struts)
Kiss This è un singolo della rock band inglese The Struts. E' il secondo singolo tratto dal loro album di debutto Everybody Wants. Pubblicato nel Regno Unito nel 2014, il singolo inizia ad incassare fra il 2016 e il 2017 grazie alla pubblicazione negli Stati Uniti. È stato scritto da Rick Parkhouse, Adam Slack, Luke Spiller, George Tizzard e Josh Wilkinson e prodotto da Red Triangle.

## Videoclip
Il secondo videoclip è uscito l'8 febbraio 2016.

## Formazione
- Luke Spiller: voce
- Adam Slack: chitarra
- Jed Elliot: basso
- Gethin Davies: batteria

## Classifica settimanale
| Classifiche (2015-16)            | Massima posizione |
| -------------------------------- | ----------------- |
| US Hot Rock Songs (Billboard)    | 25                |
| US Rock Airplay (Billboard)      | 11                |
| US Alternative Songs (Billboard) | 8                 |
| US Mainstream Rock (Billboard)   | 17                |